# Chelsea Football Club
El Chelsea Football Club és un club de futbol anglès, de la ciutat de Londres. Malgrat el seu nom, el club no té la seu al districte de Kensington i Chelsea, sinó al districte veí de Hammersmith i Fulham. El seu estadi, Stamford Bridge, està localitzat a Fulham Road, camí que separa Chelsea de Fulham. Disputa actualment la Premier League, màxima competició futbolística d'aquest país. Fundat el 10 de març de 1905, el club es va mantenir la major part de la seva història en la màxima categoria del futbol britànic. El seu estadi és l'Stamford Bridge, el qual té una capacitat per 41.837 espectadors, i hi ha disputat tots els partits com a local des de la fundació del club.
Com un dels clubs més guanyadors del futbol anglès, el Chelsea va tenir el seu primer moment d'èxit el 1955, quan va guanyar el seu primer campionat de lliga, i posteriorment va aconseguir altres importants competicions de copa durant els anys 1965 i 1990. El club ha tingut el seu major i més important període d'èxit en les últimes dues dècades, guanyant un total de 22 trofeus oficials des de 1997.
A nivell nacional, va guanyar sis campionats de lliga, vuit FA Cups, cinc Football League Cups i quatre Community Shields, mentre que en l'àmbit europeu ha obtingut dues Lligues de Campions de la UEFA, dues Lliga Europa de la UEFA, una Lliga Conferència de la UEFA, dues Recopes d'Europa i dues Supercopes d'Europa. El Chelsea és l'únic club de Londres a guanyar l'esmentada Lliga de Campions, i l'únic d'Europa a guanyar les cinc competicions internacionals organitzades per la UEFA.
El color tradicional de l'equip és el blau reial per a la samarreta i pantalons, mentre que les mitges són blanques. L'escut del club ha canviat en diverses ocasions per qüestions d'estil o per modernitzar-ne imatge. L'escut actual, compost per un lleó rampant sostenint un bastó, data dels anys 1950, i va ser modernitzat per última vegada el 2005. El club gaudeix d'una gran base d'aficionats i té la cinquena millor mitjana d'assistència en el futbol britànic. L'assistència mitjana en la temporada 2014-15 va ser de 41.546 espectadors, la setena més gran de la Premier League.
De juliol de 2003 a 2022, el propietari del club era el magnat del petroli i multimilionari rus Roman Abramóvitx; gràcies a la seva fortuna, al maig de 2015, el club va ser qualificat segons la revista Forbes com el sisè club més ric del món, amb un valor de 898 milions de lliures esterlines. El 2022, per mor de les sancions contra Rússia per la invasió d'Ucraïna, va haver de cercar un nou propietari.
El seu rival tradicional és el Fulham FC, contra el qual s'enfronta en el derbi de l'Oest de Londres. També manté rivalitat amb l'Arsenal FC, amb el qual s'enfronta en el Gran Derbi de Londres, i amb el Tottenham Hotspur FC i el Queens Park Rangers Football Club.

## Història
El 1896, els germans Gus i Joe Mears compraren l'estadi Stamford Bridge Athletics Ground a Fulham, a l'oest de Londres, amb la intenció de jugar-hi partits de futbol. El 1904 van oferir l'estadi al Fulham Football Club però aquest refusà. Aleshores, els germans Mears decidiren fundar el seu propi club per a jugar a Stamford Bridge.

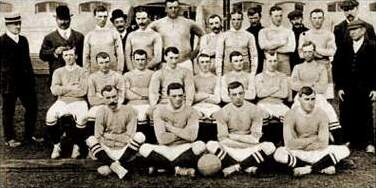
Equip del Chelsea el 1905

El gràfic mostra el progrés en la lliga del Chelsea des de la temporada 1905/06

El Chelsea Football Club fou fundat el 14 de març de 1905 al pub The Rising Sun, situat davant de l'estadi de Stamford Bridge. Immediatament el club fou seleccionat per jugar a la Second Division de la Football League el 29 de maig de 1905. El primer èxit de l'equip fou l'arribada a la final de la Copa anglesa de futbol el 1915, però perdé amb el Sheffield United a Old Trafford. Durant els anys 20 romangué unes temporades a segona divisió abans de tornar a ascendir a primera el 1929-30.
Acabada la Segona Guerra Mundial, l'octubre de 1945, les autoritats futbolístiques angleses van voler disputar un partit per celebrar la tornada a la pau mundial. El campió soviètic, el Dinamo de Moscou visità Stamford Bridge i es produí la més alta assistència d'espectadors a l'estadi amb quasi 100.000 persones. L'arribada a la banqueta del que havia estat gran jugador anglès Ted Drake el 1952 portà al club al seu primer gran triomf esportiu, la conquesta del campionat de lliga de la temporada 1955-56. L'any següent, la UEFA creà la Copa d'Europa de futbol. La negativa de la Football League i l'Federació Anglesa de Futbol a participar-hi portà al Chelsea a retirar-se de la competició abans que comencés.
A la darreria dels anys 50 un bon planter de jugadors com Jimmy Greaves, Bobby Tambling i Terry Venables no van poder evitar un nou descens de l'equip a segona divisió la temporada 1960-61. La següent temporada, un nou entrenador, Tommy Docherty, tornà a l'equip a la màxima categoria. Durant els anys 60 el Chelsea només guanyà la Football League Cup el 1965 com a títol important, tot i que perdé la lliga del mateix any a les darreres jornades i arribà a les semifinals de la Copa de Fires l'any següent i perdé la final de 1967 de la Cup enfront del Tottenham Hotspur FC.

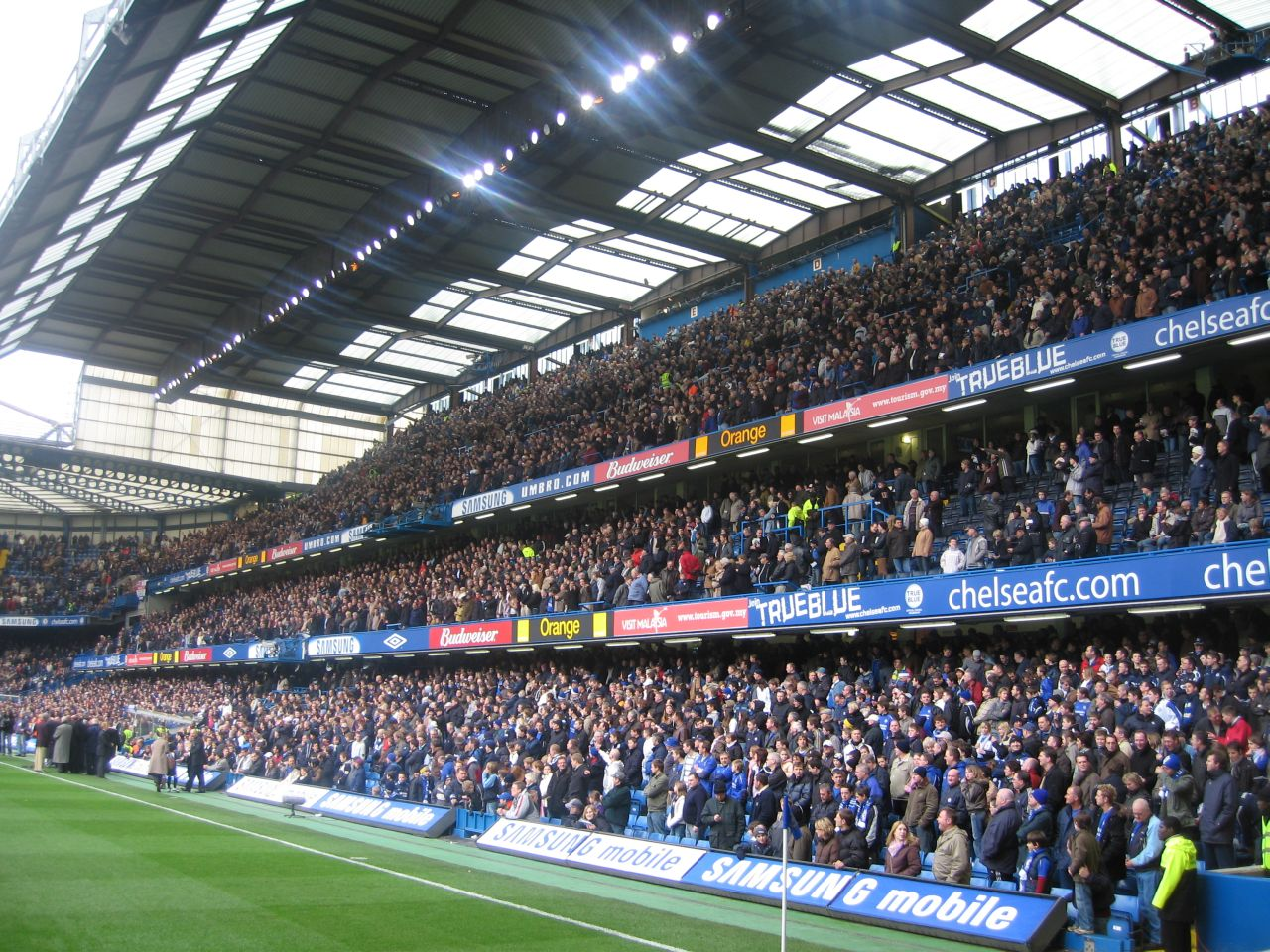
La graderia est (East Stand) de l'Stamford Bridge.

L'inici dels 70 foren bons. Guanyà per primer cop el FA Cup, derrotant-lo per 2-1 al Leeds United FC i la temporada següent s'emporta la Recopa d'Europa, guanyant la final a Atenes al Reial Madrid. Malgrat aquests triomfs, l'equip declinà dramàticament. Un ambiciós projecte de reconversió de l'estadi (només s'aconseguí construir la graderia est) amenaçà l'estabilitat financera del club, i provocà la necessitat de posar a la venda nombrosos jugadors i, inclosa, la propietat de l'estadi.
El club començà una caiguda sense aturador. En el pitjor moment financer de la seva història el club fou adquirit per l'empresari Ken Bates per la increïble xifra de £1. Bates fou un gran lluitador com a president del club però els problemes de tota índole no s'aturaven i acabà la temporada 1982-83 a la posició 18a de la segona divisió, a un pas de baixar a tercera. L'any 1983 fou el punt d'inflexió. L'entrenador John Neal fa una sèrie de bons fitxatges a baix cost, gastant menys de £500.000.
El nou Chelsea guanya la segona divisió anglesa la temporada 1983-84 i torna a recuperar la màxima categoria, on aconseguí mantenir-se a la zona tranquil·la les temporades següents. Tornà a descendir l'any 1988, però recuperà la màxima categoria ràpidament en guanyar de nou a la categoria de plata. A inicis dels anys 90, Ken Bates aconseguí de nou la propietat de l'estadi fent un tracte amb els bancs de les immobiliàries propietàries, les quals s'havien declarat en fallida. Fou contractat l'entrenador Glenn Hoddle, de fet actuà com a jugador-entrenador, la temporada 1993-94, el qual portà l'equip a una nova final de la copa anglesa l'any 1994. Abans d'abandonar el càrrec per dirigir la selecció anglesa, Hoodle contractà el veterà neerlandès Ruud Gullit el 1996. Gullit es convertí en jugador-entrenador i contractà jugadors de fama mundial com Gianfranco Zola. El club guanyà de nou la FA Cup i el seu joc bonic li valgué el sobrenom de Sexy Football.
Gullit fou acomiadat després d'una disputa amb Ken Bates i Gianluca Vialli fou nomenat jugador-entrenador. Vialli portà l'equip a guanyar la Football League Cup i la Recopa d'Europa de l'any 1998. El 2000, el Chelsea guanya novament la FA Cup vencent a la final a l'Aston Villa per 1-0.

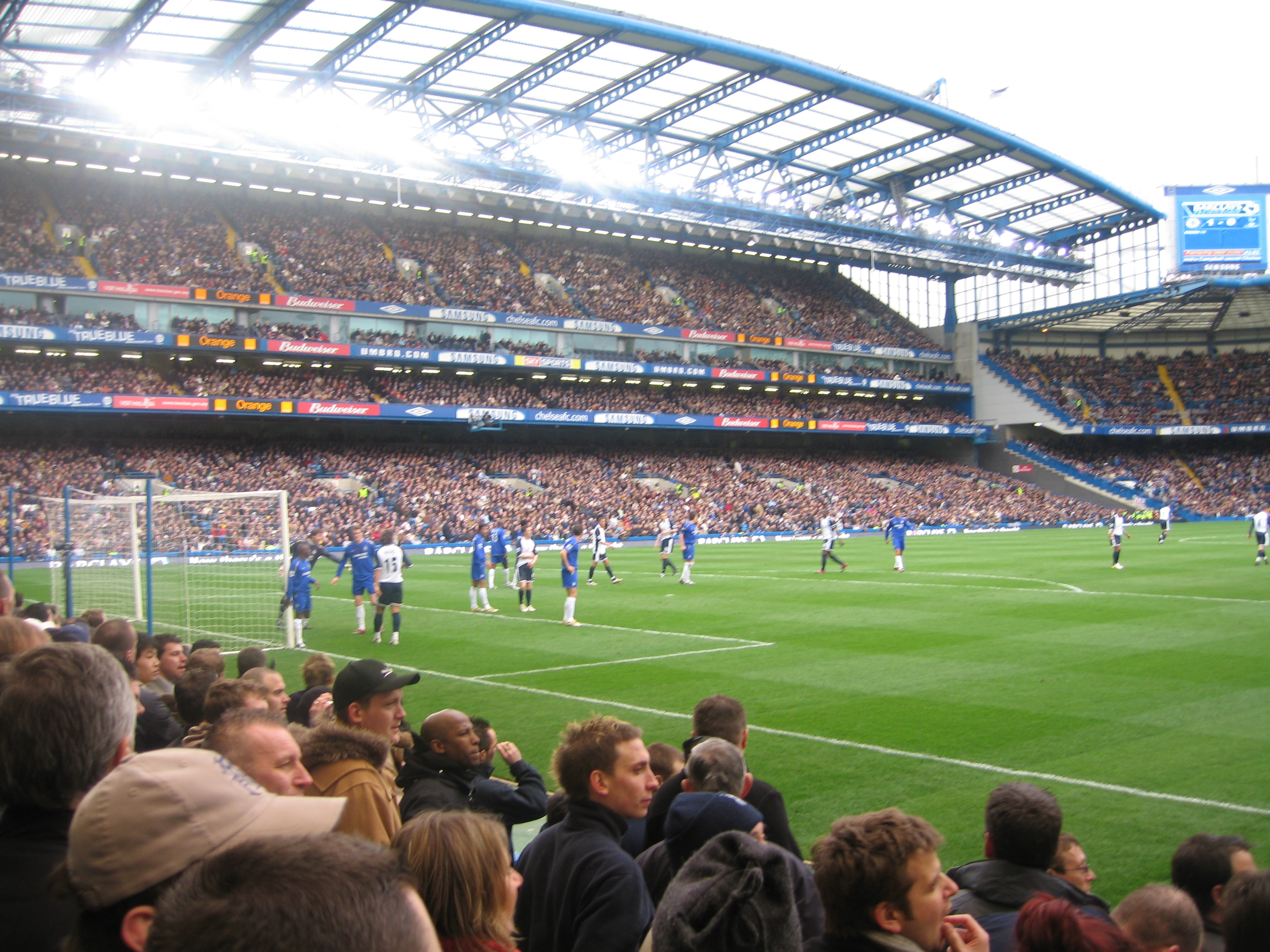
El Chelsea en un partit contra el Tottenham Hotspur FC.

Un desafortunat inici de la temporada 2001-02 li costà el càrrec a Vialli, en benefici d'un altre italià, Claudio Ranieri. Ranieri arribà a la final de la FA Cup del 2002 i a la classificació per la Lliga de Campions de la UEFA de la temporada 2002-03. El juny del 2003, Bates vengué el club al bilionari rus Roman Abramóvitx per £60 milions, que fou el preu més gran pagat per la compra d'un club anglès de futbol. Abramóvitx es gastà més de £100 milions en nous jugadors conformant un gran equip però que només pogué acabar segona a la FA Premier League, ser semifinalista de la Lliga de Campions. Ranieri fou acomiadat i en el seu lloc fou contractat l'entrenador portuguès José Mourinho.
L'any 2005 es commemorà el centenari del club. De la mà de jugadors com el capità John Terry i Frank Lampard, guanyaren la FA Premier League batent gran quantitat de rècords (més victòries, més punts i menys gols en contra); la Football League Cup en derrotar a la final al Liverpool FC per 3-2 al Millennium Stadium i arribaren a semifinals de la Lliga de Campions de la UEFA. L'any 2006 repetí el títol que consagra al millor equip anglès de la temporada. No aconseguí, en canvi, millorar l'actuació a la lliga de campions, l'assignatura pendent del club.

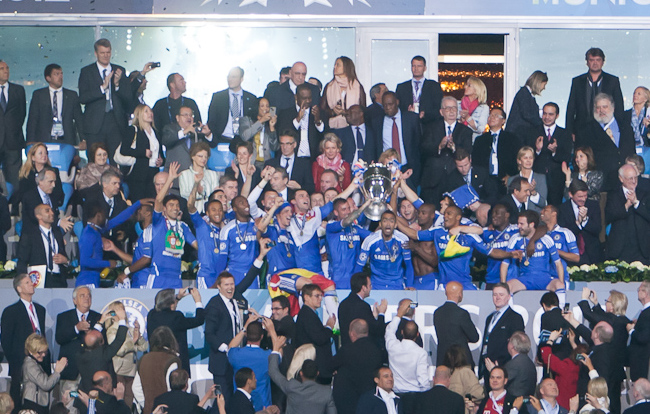
Instant en el qual els jugadors blues celebren amb el lliurament del trofeu la seva primera Copa d'Europa, el 19 de maig del 2012.

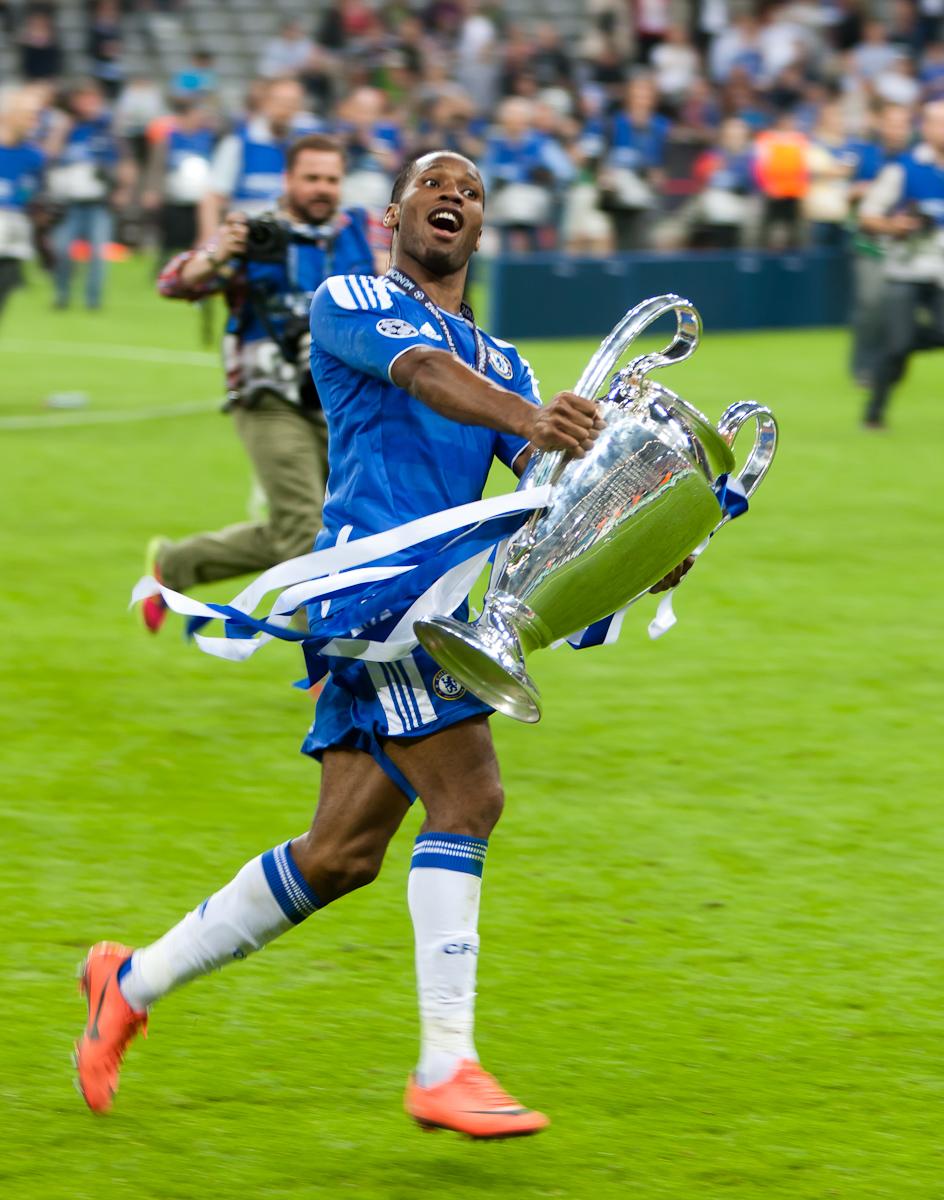
Drogba celebrant la primera Champions League del Chelsea, el 19 de maig del 2012

Finalment, els Blues van aconseguir arribar a la final de la Champions League del 2008 eliminant el Liverpool FC a la semifinal. Aquell partit va ser tràgic per l'equip. Després que Frank Lampard igualés un 1-0 a favor del rival -el Manchester United FC- i la pròrroga acabés sense gols, el partit va haver de decidir-se als penals. John Terry va fallar per culpa d'una relliscada el penal que podria haver donat la victòria al Chelsea, i finalment el United guanyà la tanda per 6-5 i es proclamà campió.
Per fi, el 19 de maig del 2012 el Chelsea guanya la primera Champions League a l'Allianz Arena de Múnic davant l'FC Bayern de Múnic a la tanda de penals. L'entrenador era Roberto di Matteo, el segon entrenador, que es va fer càrrec de l'equip després de la destitució de Villas-Boas. El Chelsea va superar al FC Bayern de Múnic per 4-3 mitjançant el torn de penals, convertint-se en el primer equip de Londres a guanyar el trofeu.
La temporada 2012 - 2013 va començar amb Roberto di Matteo a la banqueta 'blue', però després d'un inici molt pobre, tant en la Premier League com en la fase de grups de la Champions League, és destituït. El vespre del 21 de novembre del 2012, després de la derrota per 3 a 0 davant la Juventus Football Club, és presentat com a nou entrenador Rafa Benítez, mitjançant la web del club.
El 2013, sota la conducció tècnica de Rafael Benítez Maudes, el Chelsea es va coronar campió de l'Europa League de la UEFA, en derrotar per 2-1 al Benfica, convertint-se en el primer equip a ser el vigent campió dels dos títols continentals (la Lliga de Campions i la Lliga Europa), el primer equip a aconseguir-los de manera consecutiva i arribant al selecte grup de clubs (format fins llavors per la Juventus FC, l'Ajax i el Bayern) dels guanyadors dels tres títols de la UEFA (sumant als anteriors la Recopa d'Europa de futbol).
Al final de la temporada, José Mourinho va tornar a ser contractat com a entrenador del club, i en la seva segona temporada al comandament, va obtenir la Copa de la Lliga al març de 2015, i el cinquè títol de lliga del club dos mesos després.

## Escut

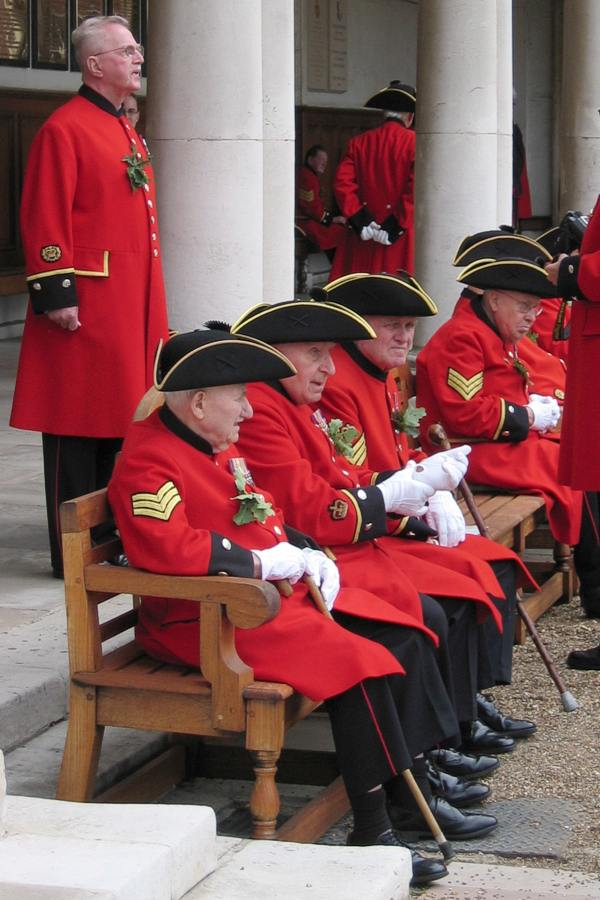
El primer escut del club es va inspirar en el Pensioner de Chelsea

Des de la fundació del club, el Chelsea ha tingut quatre escuts, tots ells amb petites modificacions. L'any 1905, el Chelsea va adoptar com a primer escut la imatge d'un Pensioner de Chelsea, que òbviament va contribuir al sobrenom de l'equip per aquests anys, els «pensioners», i va ser mantingut per a prop de cinquanta anys; no obstant això, aquest escut mai va aparèixer en els dissenys de les samarretes. Com a part del pla de modernització del club, dut a terme per Ted Drake des de l'any 1953 d'ara endavant, es va decidir remoure l'escut del pensioner per canviar la imatge del club i per poder adoptar un nou escut. Es va decidir crear un emblema temporal que va ser utilitzat només durant un any, i que va consistir solament en les inicials CFC.
L'any 1953, l'emblema va ser canviat a un lleó mirant cap enrere i sostenint un bastó, emblema que es va mantenir pels següents trenta anys. Aquest escut estava basat en els elements de l'escut d'armes del barri de Chelsea, del qual van ser presos el lleó rampant mirant cap enrere i el bastó dels abats de Westminster, antics Senyors Feudals de Chelsea. També es veien representades tres roses vermelles, al·ludint a Anglaterra, i dues pilotes de futbol. Aquest va ser el primer escut a aparèixer en la indumentària oficial, des que la política de posar els emblemes en les samarretes va ser adoptada al començament dels anys 60.
El 1986, amb el club sota la propietat de Ken Bats, es va decidir canviar novament l'escut com un altre pla per modernitzar a l'equip i obtenir noves oportunitats de mercat. En el nou emblema figurava un lleó més natural i menys heràldic, groc i no blau, recolzat sobre les inicials CFC. Aquest es va mantenir durant dinou anys, amb algunes petites modificacions, com l'ús de colors diferents. Amb nous propietaris, i l'acostament de les celebracions del centenari del club, combinat amb demandes per part dels aficionats, els qui desitjaven restaurar l'emblema tradicional, es va decidir que l'escut anava a canviar novament, l'any 2004. El nou escut va ser oficialment adoptat per al començament de la temporada 2005-06 i va marcar el retorn del vell disseny del lleó sostenint un bastó. Com en els anteriors emblemes, aquest va aparèixer en diferents colors, inclosos el blanc i el daurat.

## Uniforme i colors
El Chelsea juga amb samarreta blava amb detalls en color blanc, pantalons blaus i mitges blanques. El Chelsea mai ha usat samarretes de color blau, tot i que en el primer uniforme del club s'usava un blau més pàl·lid que el d'avui, i s'usaven pantalons blancs i mitges negres. El blau pàl·lid va ser pres de les vestimentes del llavors vescomte Chelsea. El color d'aquestes samarretes va ser canviat per una nova versió que contenia el blau reial prop de l'any 1912. Quan Tommy Docherty va esdevenir l'entrenador de l'equip al començament dels anys 60, es va canviar novament l'uniforme, afegint pantalons blaus ―els quals se segueixen usant fins al dia d'avui― i mitges blanques, amb l'argument que aquests colors eren més distintius, ja que cap altre equip important usava aquesta combinació. Aquest uniforme va ser utilitzat per primera vegada en la temporada 1964-65.
Els colors tradicionals per a l'uniforme alternatiu del club són el groc o blanc a tot l'equipament, però, com a molts equips, n'ha tingut alguns de molt inusuals. El primer uniforme alternatiu consistia en franges blaves i blanques i en un partit dels anys 60 l'equip va usar un uniforme amb franges blaves i negres a l'estil de l'Inter de Milà, en contra de les ordres del propi Docherty. Aquest uniforme es va utilitzar per a la semifinal de la FA Cup contra el Sheffield Wednesday, el 23 d'abril de 1967. Altres uniformes memorables inclouen un uniforme verd usat en els anys 80 i un de tipus escacs en blanc i vermell al començament dels anys 90.
L'uniforme del Chelsea és actualment fabricat per Adidas, la qual va ser contractada per subministrar els uniformes a l'equip des de 2006 fins a 2018. Els seus anteriors uniformes eren manufacturats per Umbro (1975-81 i 1987-06), LeCoq Sportif (1981-86) i Chelsea Collection (1986-87). El primer uniforme del Chelsea era patrocinat per Gulf Air durant la temporada 1983-84. Després, el club va ser patrocinat per empreses com Bai Lin i Grange Farm abans de signar un contracte a llarg termini amb el fabricant de Commodore International, Amiga, el 1987, el qual també va aparèixer en les samarretes. Posteriorment, el Chelsea va ser patrocinat per empreses com Coors (1994-97), Autoglass (1997-01), Fly Emirates (2001-05) i Samsung (2005-15). Actualment, el Chelsea és patrocinat per l'empresa Yokohama Tyres.

### Evolució
| 1905 - 1915; 1918 - 1920 | 1915 - 1918 | 1920 - 1959 | 1959 - 1960; 1962 - 1964 | 1960 - 1962 | 1967 - 1968; 1985 - 1992; 2012 - 2013 | 1964 - 1967; 1968 - 1985; 1992 - 2012; 2013 - |

## Estadi

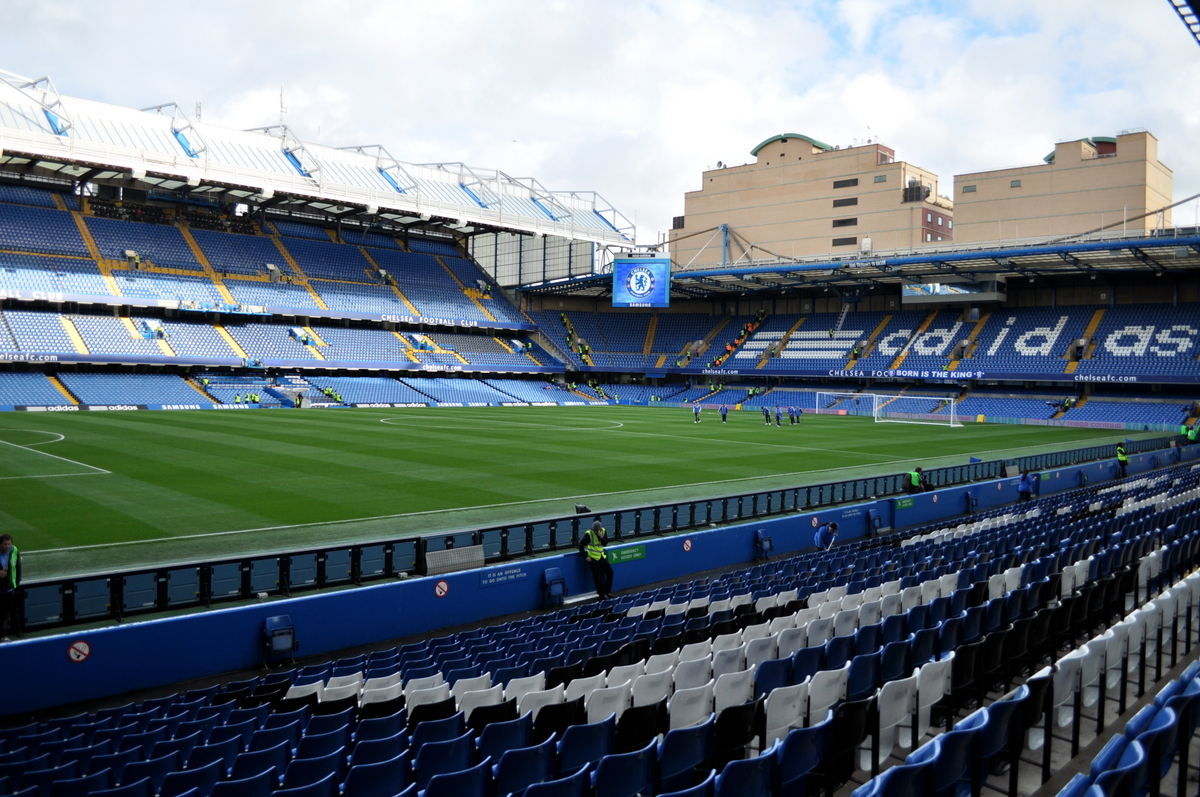
Stamford Bridge en l'actualitat.

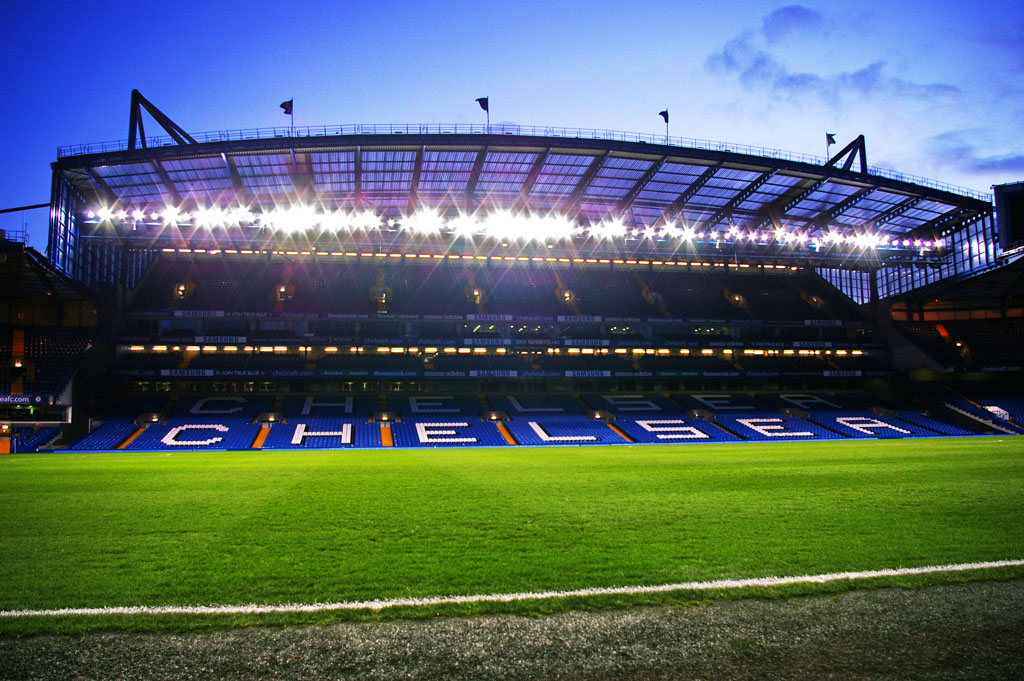
Stamford Bridge.

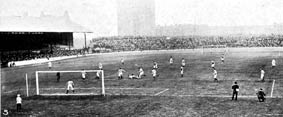
Chelsea vs West Bromwich Albion a Stamford Bridge el 23 de setembre de 1905; el Chelsea va guanyar per 1-0.

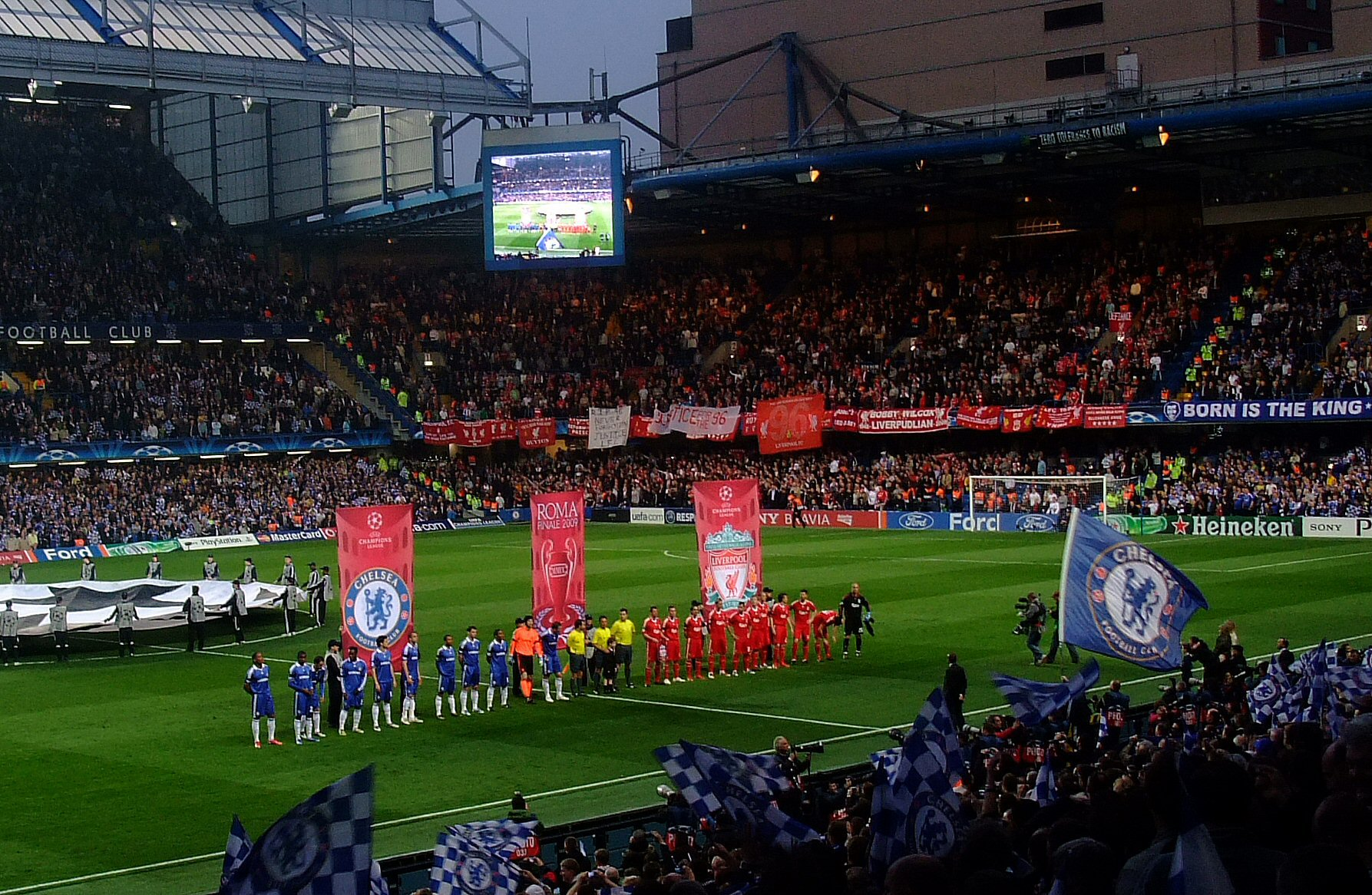
Vista des del suport de l'oest de l'estadi Stamford Bridge durant un partit de la Lliga de Campions de la UEFA de 2008.

El Chelsea només ha tingut un estadi, Stamford Bridge, on l'equip ha jugat des de la fundació. Va ser oficialment inaugurat el 28 d'abril de 1877.
Durant els primers 28 anys va ser utilitzat pel London Athletics Club com a camp per a les reunions atlètiques i no pel futbol. El 1904 l'estadi va ser adquirit per Gus Mears, juntament amb el seu germà Joseph Mears, els qui prèviament van adquirir un terreny adjacent amb l'objectiu de celebrar partits de futbol a l'actual terreny de 12,5 acres (51.000 m²).
Stamford Bridge va ser dissenyat per a la família Mears pel destacat arquitecte del món del futbol, Archibald Leitch.
Molts equips van ser fundats primer, i després es van preocupar de tenir un camp en el qual jugar, però el Chelsea va ser fundat per al camp Stamford Bridge.
Amb un disseny original d'un bol obert i amb un sector cobert, Stamford Bridge tenia una capacitat original de 100.000 persones.
A principi dels anys trenta es va començar a construir una graderia a la part sud del camp amb un sostre que cobria 1/5 de la graderia total. Aquest sector va ser conegut com el Shed End, el lloc dels afeccionats més lleials al Chelsea, especialment durant els anys seixanta, setanta i vuitanta.
No se sap l'origen exacte del nom, però el fet que el sostre semblava un rafal de xapa va tenir un paper important.
A finals dels anys seixanta i a principis dels setanta, els propietaris del club es van embarcar en un pla per modernitzar l'estadi Stamford Bridge, que buscava aconseguir una capacitat de 60.000 persones assegudes. El treball va començar a la graderia est ―East Stand― al començament dels anys setanta, però al club se'ls va anar de les mans el cost que tindria aquesta modernització i van haver de vendre la propietat als promotors immobiliaris. Després d'una dura i llarga batalla legal, es va assegurar la permanència del Chelsea a l'estadi i els treballs de remodelació van ser reassumits a mitjan anys noranta. Les parts nord, oest i sud de l'estadi van ser completament reconstruïdes amb seients individuals i més a prop del camp de joc. Aquest procés va ser completat l'any 2001.
Quan l'estadi Stamford Bridge va ser reconstruït durant l'era presidencial de Ken Bats, moltes característiques addicionals van ser afegides al complex, incloent dos hotels, apartaments, bars, restaurants, el Chelsea Megastore, i una atracció interactiva denominada Chelsea World of Sport. La intenció era que aquestes instal·lacions proporcionessin ingressos addicionals al club, però van tenir menys èxit del que s'esperava i abans que Roman Abramovich comprés al club el 2003 i adquirís el deute assumit per finançar aquests projectes, van ser uns dels principals problemes financers del club. Poc després de la presa de possessió d'Abramovich, es va decidir suprimir la marca Chelsea Village per enfocar-se en el Chelsea com un club de futbol. No obstant això, encara se li coneix a l'estadi com a part del Village.
El terreny de l'estadi Stamford Bridge, l'estadi i els drets del nom del club són propietat de l'organització Chelsea Pitch Owners, una organització sense ànim de lucre on els afeccionats són els accionistes. Aquesta organització va ser creada per assegurar que cap promotor immobiliari tractés d'adquirir l'estadi Stamford Bridge una altra vegada. Això també significa que si el club canvia de seu, no es podrà usar més el nom Chelsea Football Club.
El club planeja capacitar a l'estadi per albergar a més de 55.000 persones. A causa de la seva ubicació a Londres a prop d'un camí principal i per estar a prop de dues línies de tren, els afeccionats només poden entrar a l'estadi Stamford Bridge a través de l'entrada de Fulham Road, un lloc molt restringit quant a regulacions d'higiene i seguretat es refereix. Com a resultat, al club se li ha relacionat amb voler mudar-se de l'estadi Stamford Bridge a llocs com Earls Court Exhibition Centre, Battersea Power Station o Chelsea Barracks. No obstant això, el club ha reiterat que es quedaran a la seva actual llar.
El Chelsea en guanyar la seva primera Lliga de Campions de la UEFA s'ha tornat a replantejar el mudar-se de la seva actual casa a causa del curt aforament que aquesta té. Fet que fa que tinguin un dels bitllets més cars de la Premier League. Per això els socis propietaris de l'estadi tornaran per enèsima vegada a votar si es queden a Stamford Bridge, o bé construeixen un estadi amb capacitat per 80.000 persones en un emplaçament del districte de Chelsea, el qual dona nom al club.
L'estadi Stamford Bridge també ha estat utilitzat per a altres esdeveniments esportius des de 1905. Va ser seu de tres finals de la FA Cup des de 1920 fins a 1922. També va ser seu de deu semifinals de la FA Cup, deu partits de la Charity Shield i tres partits internacionals de la selecció d'Anglaterra ―l'últim el 1932―. També es va disputar en aquest estadi un partit internacional no oficial entre Anglaterra i Suïssa el 1946.

### Cobham Training Centre
El Cobham Training Centre, comunament conegut com a Cobham, és el camp d'entrenament del Chelsea i està situat a Cobham, a Surrey. La construcció del complex va començar el 2004, quan el club va obtenir els permisos d'obres necessaris. Des de gener de 2005, el club va començar a ocupar aquest camp, que va ser oficialment inaugurat el juliol de 2007. El complex de 140 acres inclou 30 camps de futbol ―tres amb calefacció subterrània i sis amb estàndards de la Premier League―, un camp indoor de gespa artificial, un estudi de televisió, una sala de premsa, un centre mèdic, piscines d'immersió freda, una sauna, una sala de vapor, una piscina HydroWorx i una piscina d'hidroteràpia de 17 metres.

## El Chelsea a la cultura popular

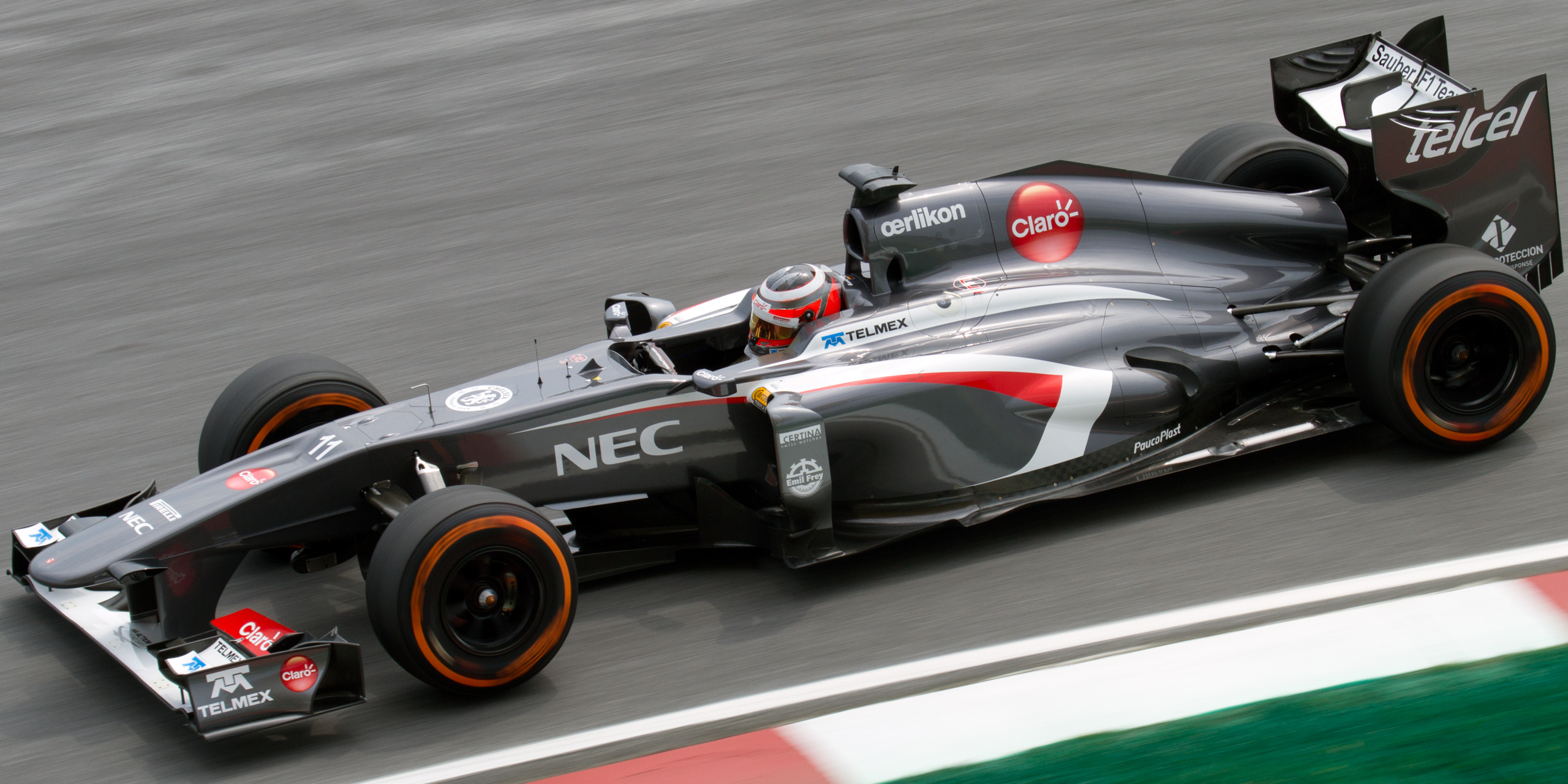
El Sauber F1 Team ha estat un Sponsership pel Chelsea.

El 1930 el Chelsea va fer el seu primer cameo en una de les primeres pel·lícules sobre futbol, anomenada "The Great Game". L'ex davanter del Chelsea, Jack Cock ―qui en aquell moment jugava en el Millwall FC―, va ser l'estrella de la pel·lícula, en la qual diverses escenes van ser filmades a Stamford Bridge, inclòs el terreny de joc, la sala de juntes i els vestidors. També va incloure col·laboracions de jugadors del Chelsea com Andrew Wilson, George Mills i Sam Millington. A causa de la notorietat dels Chelsea Headhunters, hooligans relacionats amb el club, el Chelsea també ha figurat en pel·lícules sobre el hooliganisme en el futbol. La més recent en la qual va participar va ser a "The Football Factory", el 2004. En el seu cameo més recent en una pel·lícula, el 2007, el club va participar en el film indi "Jhoom Barabar Jhoom".
Fins als anys cinquanta, el club va tenir una llarga associació amb el music hall. Amb el seu baix rendiment sovint proporcionava material per a comediants com George Robey. Tot això va culminar amb una cançó còmica de Norman Long el 1933, irònicament titulada "On the Day That Chelsea Went and Won the Cup", la lletra de la qual descriu una sèrie d'estranys i improbables successos en un hipotètic dia en què el Chelsea finalment va guanyar el seu primer trofeu.
La cançó "Blue is the Colour" va ser feta per a la final de la Football League Cup el 1972, amb tots els membres de l'equip cantant, aconseguint el lloc 5 en el UK Singles Chart. Preparant-se per a la final de la FA Cup el 1997, la cançó "Blue Day", la qual va ser feta pel cantant Suggs en col·laboració amb jugadors del Chelsea, va aconseguir el lloc 22 en el UK Singles Chart. El cantant canadenc Bryan Adams, qui és aficionat al Chelsea, li va dedicar al club la cançó titulada «We're Gonna Win», del seu àlbum 18 'Til I Die. A més, en la portada de l'àlbum "Sing When You're Winning" del cantant britànic Robbie Williams, apareix l'estadi Stamford Bridge amb Robbie celebrant l'obtenció d'un trofeu en aquest estadi.

## Rivalitats

### Nacionals

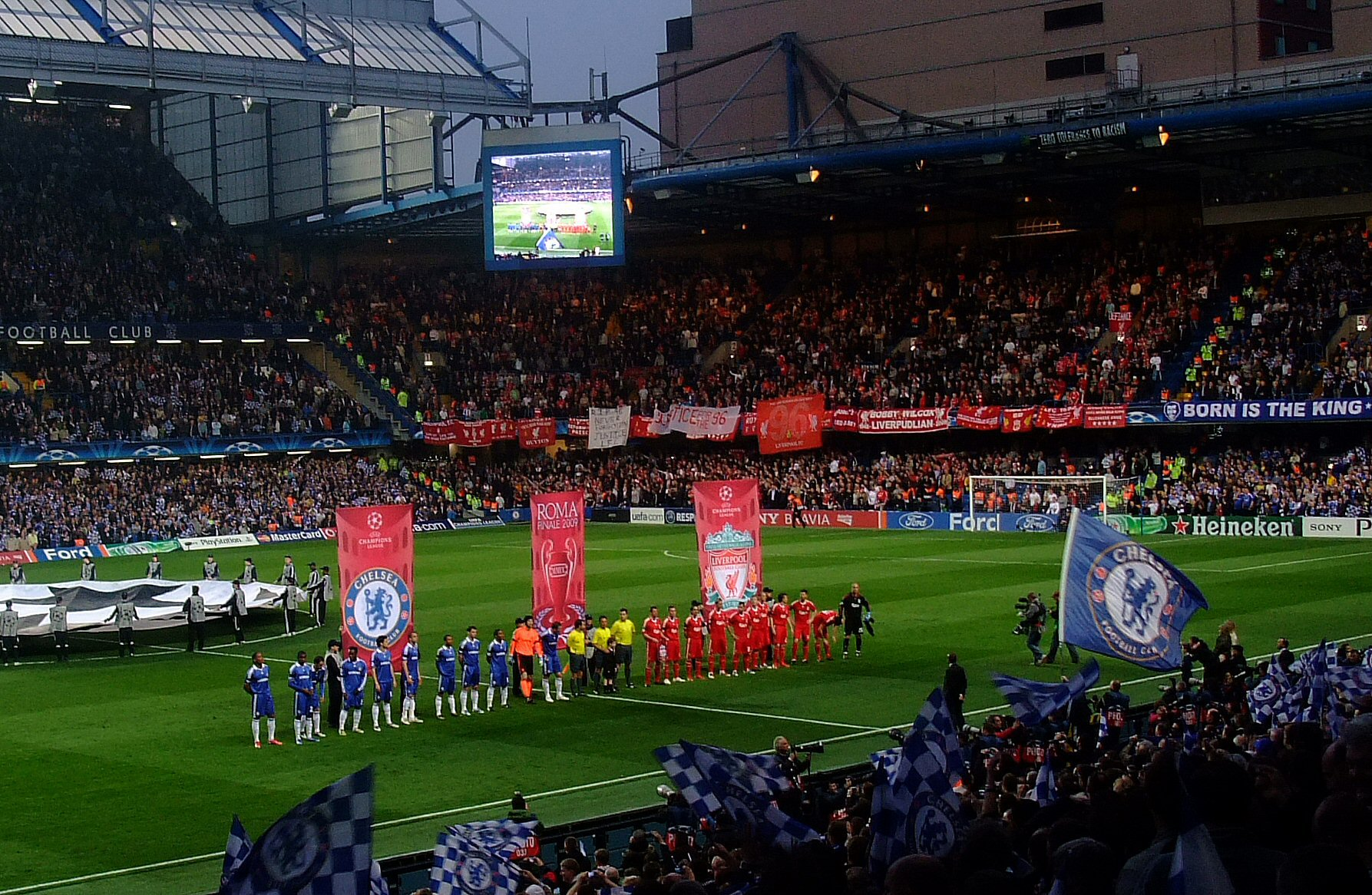
La rivalitat amb el Liverpool FC ha augmentat des de començaments dels anys 2000 pels seus constants i transcendents partits.

El rival tradicional del Chelsea és el Fulham FC, amb el qual comparteix el mateix districte on es va fundar el club. Aquesta rivalitat és coneguda com The SW6 Derby, a causa que els clubs comparteixen el mateix codi postal SW6. No obstant això, el Fulham no és vist com a gran rival pel Chelsea, ja que han passat prop de 40 anys en diferents divisions i perquè el Chelsea s'ha tornat un dels equips més forts en el futbol anglès a causa de la gran inversió de Roman Abramovich des de la seva arribada, encara que la rivalitat entre tots dos clubs no ha desaparegut. Roy Bentley, Ray Wilkins, Dave Beasant, Wayne Bridge, Damien Duff, Ian Pearce, Clive Walker i Alexey Smertin són alguns dels futbolistes que van jugar en tots dos equips. Encara que no existeix una gran animositat, els partits contra el Queens Park Rangers i contra el Brentford FC també es consideren derbis, a causa de la proximitat entre els clubs. Bentley, Wilkins i Walker també van arribar a jugar en el Queens Park Rangers. El 2007, el QPR va esdevenir el club més ric del futbol anglès després de l'arribada del multimilionari Lakshmi Mittal, qui té una fortuna dues vegades major a la d'Abramovich, el que ha augmentat la rivalitat entre tots dos clubs.
D'acord amb una enquesta duta a terme el 2004 per Planetfootball.com, els afeccionats del Chelsea van considerar que els seus majors competidors són l'Arsenal FC, el Tottenham Hotspur FC i el Manchester United FC. Addicionalment, una forta rivalitat amb el Leeds United FC ve des d'alguns polèmics partits en els anys 60 i 70, especialment la final de la FA Cup entre tots dos clubs l'any 1970. La rivalitat amb l'Arsenal no es limita al fet que tots dos clubs siguin de la mateixa ciutat. L'èxit del Chelsea des de la temporada 2004-05 s'ha tornat difícil de digerir pels «gunners», els qui creien que serien la nova força dominant en el futbol anglès després d'haver estat campions invictes en la temporada 2003-04. No obstant això, el Chelsea va passar de ser un equip que no era campió de lliga des de fa 50 anys a ser una de les majors potències del futbol mundial en uns quants anys, robant el lloc que l'Arsenal tenia com a objectiu. Tommy Docherty, Tommy Lawton, Graham Rix, David Rocastle, Emmanuel Petit, Ashley Cole, William Gallas, Yossi Benayoun, Lassana Diarra, Nicolas Anelka, Cesc Fàbregas i Petr Čech han jugat en tots dos clubs.

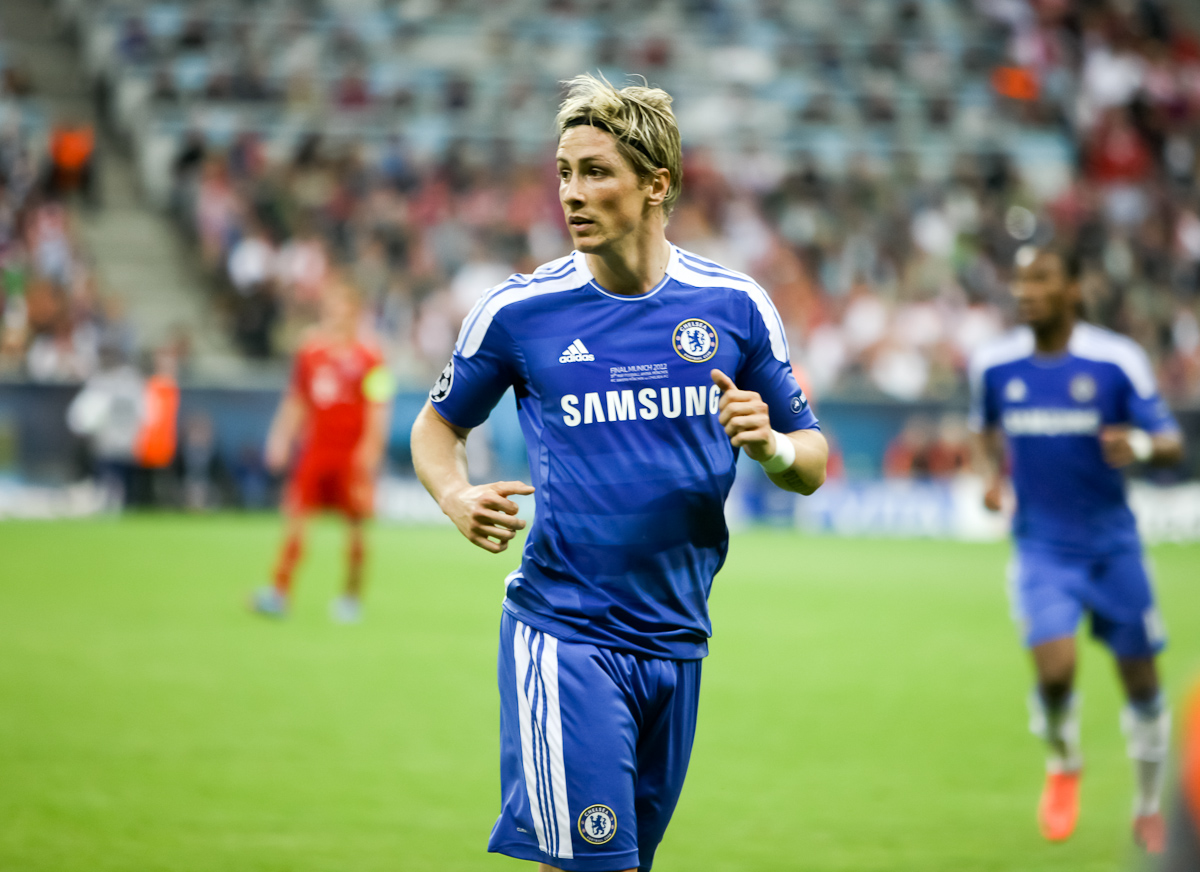
Fernando Torres va ser protagonista del traspàs més car en la història de la Premier League.

Últimament, la rivalitat amb el Manchester United FC s'ha intensificat enormement, aconseguint el seu punt àlgid en la temporada 2007-08, on tots dos equips van lluitar pel títol de la Premier League jornada a jornada i pel títol de la Lliga de Campions, encara que els «red devils» van acabar portant-se tots dos campionats. La derrota en la final de la Lliga de Campions va ser un dels moments més dolorosos en la història del Chelsea. Els «blues» tenien l'oportunitat de poder consagrar-se campions d'Europa per primera vegada en la seva història. No obstant això, la relliscada de John Terry en el tir decisiu i l'aturada d'Edwin van der Sar a Nicolas Anelka ―tots dos en la tanda de penals― van posar fi a les aspiracions del Chelsea. Ray Wilkins, Mark Hughes, Mark Bosnich, Juan Sebastián Verón, Juan Mata i Radamel Falcao García han jugat tant per als «blues» com per als «red devils».
Unes altres de les rivalitats més recents és amb el Liverpool FC, ja que tots dos clubs s'han enfrontat en la Lliga de Campions en cinc edicions de forma consecutiva, tres d'elles en semifinals, una en quarts de final i una en la fase de grups. Els «reds» havien sortit guanyadors en les temporades 2004-05 i 2006-07, però el Chelsea va poder igualar la marca en les temporades 2007-08 i 2008-09. La sèrie més polèmica va ser en l'edició 2004-05, on Luis García va marcar un gol controvertit en el partit de tornada que li va donar el passi a la final al Liverpool. José Mourinho va qualificar aquest gol com "un gol fantasma", "un gol provinent de la lluna" o com "un gol anotat per l'àrbitre assistent". Nicolas Anelka, Boudewijn Zenden, Glen Johnson, Joe Cole, Yossi Benayoun, Raul Meireles i Fernando Torres són coneguts pel seu pas en tots dos clubs.

### Internacionals

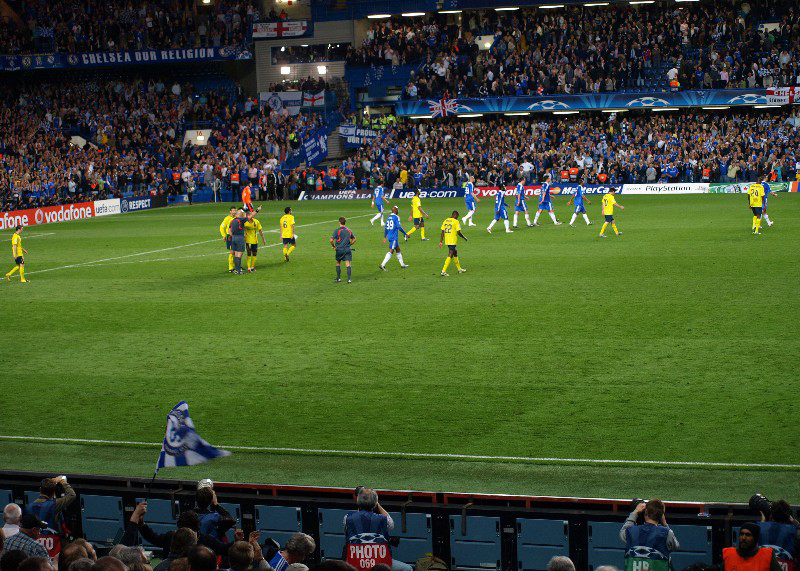
El Chelsea i el FC Barcelona s'han enfrontat en múltiples ocasions en la Lliga de Campions.

El seu major rival en competicions europees és el FC Barcelona i, igual que el Liverpool, s'han enfrontat en la Lliga de Campions, així com en la Copa de Fires, sumant un total de set enfrontaments entre tots dos clubs en competicions internacionals, en les quals el Chelsea ha sortit victoriós en dues ocasions contra les cinc dels «culers». El primer enfrontament entre tots dos clubs va ser en la temporada 1965-66 de la Copa de Fires, on tots dos equips van empatar a 2-2 en el global, però en el partit de desempat en el Camp Nou, els «culers» van eliminar els «blues» per 5-0. El seu primer enfrontament en la Lliga de Campions va ser en els quarts de final de l'edició 1999-00, on, tot i que el Chelsea va guanyar el partit d'anada per 3-1 a Stamford Bridge, el FC Barcelona va aconseguir remuntar a casa, eliminant al Chelsea per 5-1. No obstant això, en els vuitens de final de l'edició 2004-05, després d'haver estat derrotats per 2-1 com a visitants, el Chelsea va aconseguir eliminar l'FC Barcelona amb un marcador de 4-2 com a locals, encara que en l'edició 2005-06, amb l'ajut de Ronaldinho, els «blaugranes» van sortir guanyadors en la mateixa fase. En l'edició 2006-07, el Chelsea es va enfrontar al FC Barcelona en la fase de grups, on va sortir victoriós per 1-0 com a local i va empatar com a visitant amb gol a últim minut de Didier Drogba.
L'enfrontament entre tots dos clubs en les semifinals de l'edició 2008-09 ―on el Chelsea tenia com a objectiu la passada a la final per buscar la revenja de la final anterior davant el Manchester United FC― va ser el més polèmic de tots. Després d'haver empatat a 0-0 a Barcelona, el Chelsea tenia l'oportunitat de liquidar la sèrie com a local. No obstant això, després que el Chelsea es va posar al capdavant en el marcador gràcies a Michael Essien, els «blues» van ser eliminats per un gol d'últim minut d'Andrés Iniesta. Aquest partit va estar ple de decisions arbitrals controvertides, incloent diversos penals reclamats pel club anglès, i un penal i una expulsió discutida pel club català. En l'edició 2011-2012, l'equip londinenc es va classificar per a la final gràcies a una victòria per 1-0 a Stamford Bridge amb un gol de Didier Drogba, assistència de Ramires i un empat a 2-2 amb gols de Ramires de vaselina i un gol de Fernando Torres en el minut 92' en el Camp Nou. Mark Hughes, Boudewijn Zenden, Albert Ferrer i Llopis, Winston Bogarde, Deco, Eiður Guðjohnsen, Cesc Fàbregas i Pedro van jugar per a tots dos equips, però només l'islandès va jugar davant els dos clubs.

## Jugadors

### Plantilla 2024-25
A 7 agost 2025
| N. | Pos. | Nac. | Jugador                    |
| -- | ---- | --- | -------------------------- |
| 1  | POR  | [[Fitxer:Flag of Spain.svg\|23x15px\|border \|alt=Espanya\|link=Selecció de futbol d'Espanya\|{{#if:\|]]                        | Robert Sánchez             |
| 3  | DEF  | [[Fitxer:Flag of Catalonia.svg\|23x15px\|border \|alt=Catalunya\|link=Selecció de futbol de Catalunya\|{{#if:\|]]               | Marc Cucurella             |
| 4  | DEF  | [[Fitxer:Flag of England.svg\|23x15px\|border \|alt=Anglaterra\|link=Selecció de futbol d'Anglaterra\|{{#if:\|]]                | Tosin Adarabioyo           |
| 5  | DEF  | [[Fitxer:Flag of France (1794–1815, 1830–1974).svg\|23x15px\|border \|alt=França\|link=Selecció de futbol de França\|{{#if:\|]] | Benoît Badiashile          |
| 6  | DEF  | [[Fitxer:Flag of England.svg\|23x15px\|border \|alt=Anglaterra\|link=Selecció de futbol d'Anglaterra\|{{#if:\|]]                | Levi Colwill               |
| 7  | DAV  | [[Fitxer:Flag of Portugal (official).svg\|23x15px\|border \|alt=Portugal\|link=Selecció de futbol de Portugal\|{{#if:\|]]       | Pedro Neto                 |
| 8  | MIG  | [[Fitxer:Flag of Argentina.svg\|23x15px\|border \|alt=Argentina\|link=Selecció de futbol de l'Argentina\|{{#if:\|]]             | Enzo Fernández (2n capità) |
| 9  | DAV  | [[Fitxer:Flag of England.svg\|23x15px\|border \|alt=Anglaterra\|link=Selecció de futbol d'Anglaterra\|{{#if:\|]]                | Liam Delap                 |
| 10 | MIG  | [[Fitxer:Flag of England.svg\|23x15px\|border \|alt=Anglaterra\|link=Selecció de futbol d'Anglaterra\|{{#if:\|]]                | Cole Palmer                |
| 11 | DAV  | [[Fitxer:Flag of England.svg\|23x15px\|border \|alt=Anglaterra\|link=Selecció de futbol d'Anglaterra\|{{#if:\|]]                | Jamie Gittens              |
| 12 | POR  | [[Fitxer:Flag of Denmark.svg\|23x15px\|border \|alt=Dinamarca\|link=Selecció de futbol de Dinamarca\|{{#if:\|]]                 | Filip Jörgensen            |
| 14 | MIG  | [[Fitxer:Flag of Portugal (official).svg\|23x15px\|border \|alt=Portugal\|link=Selecció de futbol de Portugal\|{{#if:\|]]       | Dário Essugo               |
| 15 | DAV  | [[Fitxer:Flag of Senegal.svg\|23x15px\|border \|alt=Senegal\|link=Selecció de futbol del Senegal\|{{#if:\|]]                    | Nicolas Jackson            |
| 17 | MIG  | [[Fitxer:Flag of Brazil.svg\|23x15px\|border \|alt=Brasil\|link=Selecció de futbol del Brasil\|{{#if:\|]]                       | Andrey Santos              |
| 18 | DAV  | [[Fitxer:Flag of France (1794–1815, 1830–1974).svg\|23x15px\|border \|alt=França\|link=Selecció de futbol de França\|{{#if:\|]] | Christopher Nkunku         |

| N. | Pos. | Nac. | Jugador                    |
| -- | ---- | --- | -------------------------- |
| 20 | DAV  | [[Fitxer:Flag of Brazil.svg\|23x15px\|border \|alt=Brasil\|link=Selecció de futbol del Brasil\|{{#if:\|]]                                   | João Pedro                 |
| 21 | DEF  | [[Fitxer:Flag of the Netherlands.svg\|23x15px\|border \|alt=Països Baixos\|link=Selecció de futbol dels Països Baixos\|{{#if:\|]]           | Jorrel Hato                |
| 23 | DEF  | [[Fitxer:Flag of England.svg\|23x15px\|border \|alt=Anglaterra\|link=Selecció de futbol d'Anglaterra\|{{#if:\|]]                            | Trevoh Chalobah            |
| 24 | DEF  | [[Fitxer:Flag of England.svg\|23x15px\|border \|alt=Anglaterra\|link=Selecció de futbol d'Anglaterra\|{{#if:\|]]                            | Reece James (capità)       |
| 25 | MIG  | [[Fitxer:Flag of Ecuador.svg\|23x15px\|border \|alt=Equador\|link=Selecció de futbol de l'Equador\|{{#if:\|]]                               | Moisés Caicedo (3r capità) |
| 27 | DEF  | [[Fitxer:Flag of France (1794–1815, 1830–1974).svg\|23x15px\|border \|alt=França\|link=Selecció de futbol de França\|{{#if:\|]]             | Malo Gusto                 |
| 29 | DEF  | [[Fitxer:Flag of France (1794–1815, 1830–1974).svg\|23x15px\|border \|alt=França\|link=Selecció de futbol de França\|{{#if:\|]]             | Wesley Fofana              |
| 30 | DEF  | [[Fitxer:Flag of Argentina.svg\|23x15px\|border \|alt=Argentina\|link=Selecció de futbol de l'Argentina\|{{#if:\|]]                         | Aarón Anselmino            |
| 32 | DAV  | [[Fitxer:Flag of England.svg\|23x15px\|border \|alt=Anglaterra\|link=Selecció de futbol d'Anglaterra\|{{#if:\|]]                            | Tyrique George             |
| 34 | DEF  | [[Fitxer:Flag of England.svg\|23x15px\|border \|alt=Anglaterra\|link=Selecció de futbol d'Anglaterra\|{{#if:\|]]                            | Josh Acheampong            |
| 41 | DAV  | [[Fitxer:Flag of Brazil.svg\|23x15px\|border \|alt=Brasil\|link=Selecció de futbol del Brasil\|{{#if:\|]]                                   | Estêvão                    |
| 44 | POR  | [[Fitxer:Flag of the United States.svg\|23x15px\|border \|alt=Estats Units d'Amèrica\|link=Selecció de futbol dels Estats Units\|{{#if:\|]] | Gabriel Slonina            |
| 45 | MIG  | [[Fitxer:Flag of Belgium (civil).svg\|23x15px\|border \|alt=Bèlgica\|link=Selecció de futbol de Bèlgica\|{{#if:\|]]                         | Roméo Lavia                |
| —  | DAV  | [[Fitxer:Flag of Ukraine.svg\|23x15px\|border \|alt=Ucraïna\|link=Selecció de futbol d'Ucraïna\|{{#if:\|]]                                  | Mykhailo Mudryk            |

### Cedits a d'altres equips
A 6 agost 2025
| N. | Pos. | Nac. | Jugador                                                        |
| -- | ---- | --- | -------------------------------------------------------------- |
| —  | POR  | [[Fitxer:Flag of Belgium (civil).svg\|23x15px\|border \|alt=Bèlgica\|link=Selecció de futbol de Bèlgica\|{{#if:\|]]                         | Mike Penders (al Strasbourg until 31 maig 2026)                |
| —  | POR  | [[Fitxer:Flag of England.svg\|23x15px\|border \|alt=Anglaterra\|link=Selecció de futbol d'Anglaterra\|{{#if:\|]]                            | Teddy Sharman-Lowe (al Bolton Wanderers FC until 31 maig 2026) |
| —  | DEF  | [[Fitxer:Flag of France (1794–1815, 1830–1974).svg\|23x15px\|border \|alt=França\|link=Selecció de futbol de França\|{{#if:\|]]             | Mamadou Sarr (al Strasbourg until 31 maig 2026)                |
| —  | DEF  | [[Fitxer:Flag of the United States.svg\|23x15px\|border \|alt=Estats Units d'Amèrica\|link=Selecció de futbol dels Estats Units\|{{#if:\|]] | Caleb Wiley (al Watford FC until 31 maig 2026)                 |

| N. | Pos. | Nac. | Jugador                                                         |
| -- | ---- | --- | --------------------------------------------------------------- |
| —  | MIG  | [[Fitxer:Flag of England.svg\|23x15px\|border \|alt=Anglaterra\|link=Selecció de futbol d'Anglaterra\|{{#if:\|]]  | Leo Castledine (al Huddersfield Town until 31 maig 2026)        |
| —  | MIG  | [[Fitxer:Flag of Ecuador.svg\|23x15px\|border \|alt=Equador\|link=Selecció de futbol de l'Equador\|{{#if:\|]]     | Kendry Páez (al Strasbourg until 31 maig 2026)                  |
| —  | DAV  | [[Fitxer:Flag of Catalonia.svg\|23x15px\|border \|alt=Catalunya\|link=Selecció de futbol de Catalunya\|{{#if:\|]] | Marc Guiu (al Sunderland AFC until 31 maig 2026)                |
| —  | DAV  | [[Fitxer:Flag of Brazil.svg\|23x15px\|border \|alt=Brasil\|link=Selecció de futbol del Brasil\|{{#if:\|]]         | Deivid Washington (al Santos FC fins al 31 de desembre de 2025) |

## Jugador de l'any

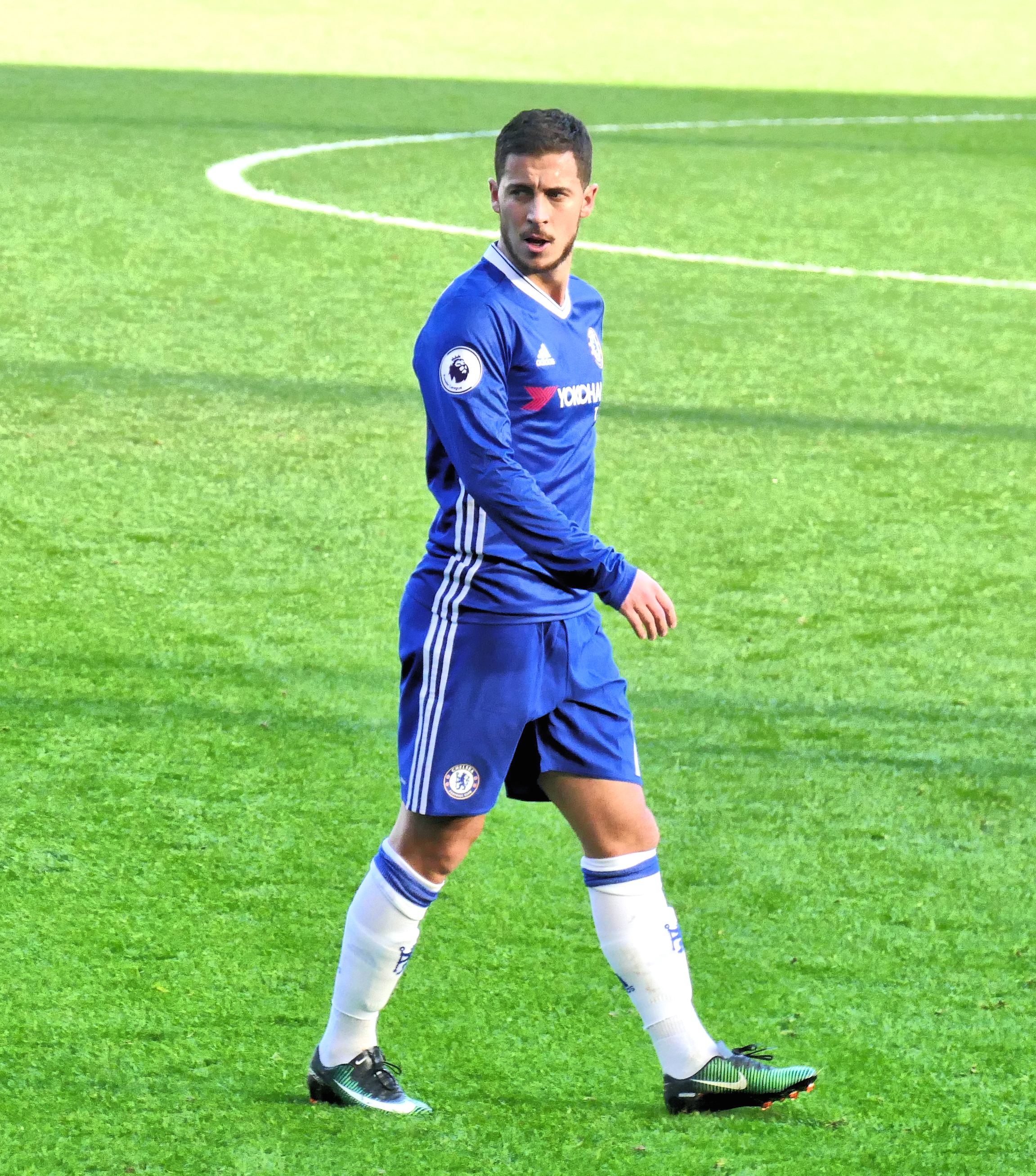
Eden Hazard ha estat nomenat jugador de l'any quatre vegades, el que més cops ho ha aconseguit.

| Any  | Guanyador         |
| ---- | ----------------- |
| 1967 | Peter Bonetti     |
| 1968 | Charlie Cooke     |
| 1969 | David Webb        |
| 1970 | John Hollins      |
| 1971 | John Hollins (2)  |
| 1972 | David Webb (2)    |
| 1973 | Peter Osgood      |
| 1974 | Gary Locke        |
| 1975 | Charlie Cooke (2) |
| 1976 | Ray Wilkins       |
| 1977 | Ray Wilkins (2)   |
| 1978 | Micky Droy        |
| 1979 | Tommy Langley     |
| 1980 | Clive Walker      |
| 1981 | Petar Borota      |
| 1982 | Mike Fillery      |
| 1983 | Joey Jones        |

| Any  | Guanyador         |
| ---- | ----------------- |
| 1984 | Pat Nevin         |
| 1985 | David Speedie     |
| 1986 | Eddie Niedzwiecki |
| 1987 | Pat Nevin (2)     |
| 1988 | Tony Dorigo       |
| 1989 | Graham Roberts    |
| 1990 | Ken Monkou        |
| 1991 | Andy Townsend     |
| 1992 | Paul Elliott      |
| 1993 | Frank Sinclair    |
| 1994 | Steve Clarke      |
| 1995 | Erland Johnsen    |
| 1996 | Ruud Gullit       |
| 1997 | Mark Hughes       |
| 1998 | Dennis Wise       |
| 1999 | Gianfranco Zola   |
| 2000 | Dennis Wise (2)   |

| Any  | Guanyador           |
| ---- | ------------------- |
| 2001 | John Terry (2)      |
| 2002 | Carlo Cudicini      |
| 2003 | Gianfranco Zola (2) |
| 2004 | Frank Lampard       |
| 2005 | Frank Lampard       |
| 2006 | John Terry          |
| 2007 | Michael Essien      |
| 2008 | Joe Cole            |
| 2009 | Frank Lampard (3)   |
| 2010 | Didier Drogba       |
| 2011 | Petr Čech           |
| 2012 | Juan Mata           |
| 2013 | Juan Mata (2)       |
| 2014 | Eden Hazard         |
| 2015 | Eden Hazard         |
| 2016 | Willian             |
| 2017 | Eden Hazard         |

| Any  | Guanyador       |
| ---- | --------------- |
| 2018 | N'Golo Kanté    |
| 2019 | Eden Hazard (4) |
| 2020 | Mateo Kovačić   |
| 2021 | Mason Mount     |
| 2022 | Mason Mount (2) |
| 2023 | Thiago Silva    |
| 2024 | Cole Palmer     |
| 2025 | Moisés Caicedo  |

## Entrenadors
| Entrenador          | Període   |
| ------------------- | --------- |
| John Tait Robertson | 1905–1906 |
| William Lewis       | 1906–1907 |
| David Calderhead    | 1907–1933 |
| Leslie Knighton     | 1933–1939 |
| Billy Birrell       | 1939–1952 |
| Ted Drake           | 1952–1961 |
| Tommy Docherty      | 1962–1967 |
| Dave Sexton         | 1967–1974 |
| Ron Suart           | 1974–1975 |
| Eddie McCreadie     | 1975–1977 |
| Ken Shellito        | 1977–1978 |
| Danny Blanchflower  | 1978–1979 |
| Geoff Hurst         | 1979–1981 |
| John Neal           | 1981–1985 |
| John Hollins        | 1985–1988 |
| Bobby Campbell      | 1988–1991 |
| Ian Porterfield     | 1991–1993 |
| David Webb          | 1993      |
| Glenn Hoddle        | 1993–1996 |
| Ruud Gullit         | 1996–1998 |
| Gianluca Vialli     | 1998–2000 |

| Entrenador          | Període   |
| ------------------- | --------- |
| Claudio Ranieri     | 2000–2004 |
| José Mourinho       | 2004–2007 |
| Avram Grant         | 2007–2008 |
| Luiz Felipe Scolari | 2008–2009 |
| Guus Hiddink        | 2009      |
| Carlo Ancelotti     | 2009–2011 |
| André Villas-Boas   | 2011–2012 |
| Roberto Di Matteo   | 2012      |
| Rafa Benítez        | 2012–2013 |
| José Mourinho       | 2013–2015 |
| Guus Hiddink        | 2015–2016 |
| Antonio Conte       | 2016–2018 |
| Maurizio Sarri      | 2018–2019 |
| Frank Lampard       | 2019–2021 |
| Thomas Tuchel       | 2021–2022 |
| Graham Potter       | 2022–2023 |
| Bruno Saltor        | 2023      |
| Frank Lampard       | 2023      |
| Mauricio Pochettino | 2023–2024 |
| Enzo Maresca        | 2024–     |

## Palmarès

### Títols nacionals
- 6 Premier League: 1954–55, 2004–05, 2005–06, 2009-10, 2014-15, 2016-17
- 2 Championship: 1983–84 i 1988–89
- 8 FA Cup: 1969–70, 1996–97, 1999–2000, 2006–07, 2008–09, 2009–10, 2011–12 i 2017–18
- 5 Football League Cup: 1964–65, 1997–98, 2004–05, 2006–07 i 2014-15
- 4 FA Community Shield: 1955, 2000, 2005 i 2009.
- 2 Full Members Cup: 1986 i 1990

### Títols internacionals
- 2 Copes d'Europa: 2011-12 i 2020-21
- 2 Lliga Europa de la UEFA: 2012-13 i 2018-19
- 1 Lliga Conferència de la UEFA: 2024-25
- 2 Supercopes d'Europa: 1998 i 2021
- 2 Campionats del Món de Clubs: 2021, 2025
- 2 Recopes d'Europa: 1970-71 i 1997-98